# Костянтин Александрович
Костянтин Александрович (друга половина XVIII ст.) — польський художник, портретист, відомі твори датуються 1777—1794 роками.

## Життєпис
Роки життя та місце народження невідомі. Вважається уродженцем Волині. Навчався у Варшаві, ймовірно в майстерні Ф.Смуглевича. Виконував портрети на Волині в Браницьких, а також у Литві в Радивилів.
Часто копіював давні історичні портрети на замовлення аристократії для фамільних галерей. В 1777 році намалював галерею «славних людей» Тадеушу Чацькому для Порицька. У кінці 1780-х — на початку 1790-х pp. виконав більше 30 копій для генерала Ігнатія Моравського в Зауші (біля Несвіжа) (зберігаються у Львівському історичному музеї). Часто здійснював копіювання творів Бачареллі.
Частина творів К.Александровича зберігається в Національному художньому музеї України.